# Haldensleben
Haldensleben er administrationsby i Landkreis Börde i den tyske delstat Sachsen-Anhalt.
Den ligger ved Mittellandkanalen og floden Ohre mellem Colbitz-Letzlinger Heide og Magdeburger Börde, og mellem Magdeburg og Wolfsburg.

## Opdeling af byen
Kommunen har sin største udstrækning i nord-sydlig retning og stiger mod sydvest til over 90 m højde

### Bydele
- Hundisburg
- Satuelle
- Uthmöden
- Wedringen

### Bebyggelser
- Benitz
- Detzel
- Hütten
- Klausort
- Lübberitz
- Papenberg
- Planken

- Wikimedia Commons har flere filer relateret til Haldensleben